# Ciberbit
Ciberbit é uma empresa de multimédia portuguesa.
A empresa ganhou notoriedade por ter produzido, em parceria com a câmara municipal de Soure e historiadores da Universidade de Coimbra, o jogo de computador do género de estratégia em tempo real (RTS) Portugal 1111: A Conquista de Soure que foi lançado em abril de 2004. O jogo é considerado o primeiro jogo de computador com intuito comercial, a ser completamente produzido em Portugal.[carece de fontes?]
Atualmente a empresa desenvolve software para a área do retalho (cbRetail), monitorização e gestão de equipamentos heterogénios (Hegon) e uma plataforma de jogos multi-utilizador (Wonabit.com), entre outros.